# Basilica di Santa Caterina
La basilica di santa Caterina Alessandrina è un edificio religioso italiano ubicato a Pedara, di cui costituisce anche la chiesa madre. Essa è sede dell'omonima parrocchia eretta canonicamente nel 1926, facente parte dell'Arcidiocesi Metropolitana di Catania e dell'XI Vicariato Paesi della Zona Bosco. Dal 1996 è basilica minore.
Situata nella piazza principale del paese dedicata a don Diego Pappalardo, la basilica, intitolata a Santa Caterina Alessandrina, è il monumento più importante della città.
Molte immagini della chiesa sono state raccolte dal prestigioso archivio fotografico dei Fratelli Alinari di Firenze e dalla Fototeca della Bibliotheca Hertziana di Roma, uno dei più importanti centri di documentazione fotografica dell'arte italiana nel mondo.

## Storia

### La prima costruzione
Nel 1388 gli abitanti di Pedara avevano fatto richiesta all'allora vescovo di Catania, mons. Simone del Pozzo, di poter costruire la loro prima chiesa parrocchiale che dedicarono all'Annunziata perché fino ad allora per partecipare alle funzioni religiose e ricevere i sacramenti, erano stati costretti a recarsi nei vicini paesi di Trecastagni e Tremestieri Etneo.
Questa chiesa dovette subire certamente i danni delle eruzioni e dei terremoti che in quegli anni affliggevano il territorio etneo: parliamo soprattutto di quelle del 1408, del 1444, del 1536 e del 1537. Questi fenomeni sismici ed eruttivi indussero gli antichi abitanti a spostarsi più a sud dando vita ai quartieri di "san Biagio" e della "Matrice"; la vecchia chiesa dell'Annunziata, pertanto, divenne distante dal nuovo centro abitato e cominciò ad essere poco frequentata.
Nel nuovo sito, quindi, i Pedaresi cominciarono nel 1547 la costruzione di una nuova chiesa, dedicata a santa Caterina d'Alessandria. L'edificio venne ultimato nel 1563, anno in cui vi furono trasferiti i sacramenti dalla chiesa dell'Annunziata.
Era in stile romanico, come testimoniano il portale principale (oggi collocato lungo la parete nord della chiesa) e il rosone che lo sovrastava (oggi posto alla base del campanile), ad unica navata e con cinque altari dei quali, il maggiore, era dedicato all'Annunziata, segno che i Pedaresi erano rimasti profondamente legati alla devozione mariana. Il soffitto era a cassettoni, di legno di faggio con travi di abete e fregi laterali; vi erano dipinte scene dell'Antico Testamento e i dodici Apostoli. Questa fabbrica restò in piedi per 135 anni.

### La seconda costruzione
Nel 1682, il sacerdote pedarese Diego Pappalardo decise di costruirne una ancora più grande, in quanto era cresciuto il numero dei terrazzani e avanzate le famiglie e le fabbriche delle abitazioni, resosi numeroso il clero e pigliata la terra forma di quasi piccola città con un buon numero di gentiluomini, persone oneste, borghesi ed artigiani.
La costruzione del 1547 fu abbattuta e i sacramenti furono nuovamente trasferiti nella chiesa dell'Annunziata ricostruita dal nonno dello stesso don Diego alla fine del '500 su una collina a nord del paese. 
Per la nuova costruzione ognuno contribuì come poté con la propria cavalcatura da soma e travaglio personale portandovi pietre delle sciare convicine, andando tutti a gara ed a brigata, (...) e li reverendi sacerdoti e gentiluomini per incoraggiare davano il buon esempio agli altri e portavano anche la loro pietra in spalla.
L'apertura al culto avvenne nel 1687 ma i lavori furono ultimati nel 1691. Questa costruzione ebbe breve vita: tutto fu vanificato dal terribile terremoto dell'11 gennaio 1693.

### La terza costruzione
A due anni dal sisma e dopo aver riparato le proprie case, sotto la guida e l'incoraggiamento di don Diego, i Pedaresi ricominciarono a costruire per la seconda volta in meno di vent'anni una nuova chiesa in più ampia e regolata forma e con meglio simmetria.
L'imponente opera di ricostruzione, affidata al "mastro muratore" acese Angelo Belfiore, fu agevolata anche dal decreto del re Carlo II di Spagna e di Sicilia con il quale si ordinava che le gabelle comunali si destinassero alla riedificazione delle chiese. Durante quel periodo i sacramenti furono trasferiti nella chiesa di sant'Antonio Abate già riparata, in attesa che, in chiesa madre, la realizzazione di un tetto provvisorio più basso somigliante ad una capanna, potesse consentire le celebrazioni liturgiche.
Sotto l'energico impulso di don Diego e grazie alla maestria dei migliori artigiani ed artisti del tempo, i lavori furono ultimati nel 1705 come testimonia l'iscrizione in latino nell'abside centrale:
Il 21 giugno 1926, il cardinale Giuseppe Francica-Nava de Bondifè allora arcivescovo di Catania, la eresse parrocchia; fino al 1919, infatti, l'unica parrocchia della diocesi era la Basilica Cattedrale.
Il 25 novembre 1976, l'arcivescovo mons. Domenico Picchinenna, solennemente la consacrò e dedicò a santa Caterina.
Dopo il recupero strutturale ed artistico curato dal compianto parroco Alfio Pappalardo, papa Giovanni Paolo II la elevò alla dignità di Basilica Minore Pontificia il 16 aprile 1996.

## Descrizione

### Esterno
La chiesa si erge imponente sull'ampio sagrato antistante e sulla breve scalinata che le fa da zoccolo. Il prospetto principale, scomposto in quattro campate corrispondenti alle tre navate interne ed al campanile, presenta un gioco cromatico ottenuto dalla combinazione del grigio scuro della pietra lavica e del grigio chiaro dell'intonaco, elementi che caratterizzano la tipicità del luogo. Vi si affacciano tre portali in pietra lavica dei quali, quello centrale, è costituito da doppie colonne rese eleganti dai bassorilievi rappresentanti putti ed ornamenti floreali nella parte inferiore, scanalature nella parte superiore. Le colonne, sormontate da capitelli corinzi, sono decorate con foglie d'acanto e facce alate di putti e sorreggono un architrave rettilineo, con il fregio scolpito e decorato. Su di esso vi è un timpano spezzato ad arco che raccorda la base della grande finestra con stipiti ed architrave lavorato a bassorilievo. Al di sopra troviamo lo stemma dei baroni Di Giovanni (antichi proprietari del casale) realizzato in pietra bianca; la trabeazione che delimita la facciata è sormontata da una balaustra con colonnine in pietra bianca.
Il campanile, alto circa 50m, è diviso in tre parti: nella prima, che raggiunge la trabeazione e che reca la data 1684, si apre il rosone cinquecentesco in pietra bianca, appartenuto alla costruzione del 1547; nella seconda, delimitata dalle paraste, è la cella campanaria, sui cui lati si apre una finestra arcuata con il parapetto a colonnine e un rosone settecentesco in alto; la terza parte è a forma di torre, con una balaustra sorretta da mensole ad archetti in pietra lavica con merli ghibellini nella parte sovrastante ed al centro è posizionato l'orologio.
Infine, la parte cuspidale a forma di cono, è sorretta da un tamburo che la raccorda alla struttura principale. Una particolarità è l'uso di tessere policrome in ceramica che rivestono la copertura della cuspide.

### Navata centrale
L'impianto della chiesa è di tipo basilicale, senza transetto, a tre navate con volte a crociera e scandite tra loro da due file di pilastri. L'intera aula basilicale è ornata dalla pittura ad affresco, opera dell'acese Giovanni Lo Coco, detto  'u surdu di Aci, e della sua scuola. 
Il corpo centrale della chiesa raffigura scene della vita e del martirio dei santi Giovanni Battista e Caterina. 
Alla santa titolare è dedicata la decorazione dell'area absidale; sulle pareti presbiteriali e sulla conca absidale sono raffigurati quattro episodi precedenti il martirio della santa: la disputa con i filosofi, la rottura della ruota, la bastonatura, il rifiuto di adorare gli idoli. Sulla volta del presbiterio l'artista crea quattro riquadri raffiguranti altrettanti episodi della vita della martire: lo sposalizio mistico, il battesimo, un sacrificio pagano, il trasporto del suo corpo sul monte Sinai; al centro della volta, in un grande riquadro, è raffigurato l'Eterno Padre.
Il catino absidale raffigura l'apoteosi di santa Caterina sorretta dalla Vergine Maria e incoronata da Cristo; il pittore concepisce l'evento in maniera corale: folti gruppi di angeli e personaggi, tra i quali santi e prelati, disposti su diversi piani di nuvole, vi assistono.
Al santo titolare dell'Ordine di Malta, invece, è dedicata la volta della navata centrale che in sei cornici raffigura: la nascita, la predicazione, il santo indica il Cristo, il battesimo di Gesù, la decapitazione e la carcerazione. Accanto alle cornici sono collocati finti medaglioni in cui sono rappresentati in monocromo, alcuni episodi dell'Antico Testamento; nei pennacchi sui pilastri, tra arco ed arco, sono affrescati gli apostoli.

### Navata destra
L'altare principale è dedicato a santa Caterina e, sotto l'affresco raffigurante la Trinità, custodisce il pregevole quadro de Il martirio di santa Caterina, opera di Mattia Preti; sulla volta sono affrescate l'apparizione della Madonna alla santa e la santa in carcere. Sulla sinistra è collocato il monumento funebre a don Diego Pappalardo, costruttore e benefattore della chiesa. 
Lungo la parete destra della navata si aprono quattro cappelle:
• Sacro Cuore, decorato con stucchi all'inizio del '900, conserva un simulacro ligneo dello scultore messinese Antonino Saccà;
• San Giovanni Battista, olio su tela di Giuseppe Zacco del 1812;
• Madonna del Rosario, olio su tela di un autore anonimo della fine del '700;
• Sant'Agata e Santa Lucia, olio su tela di autore anonimo della fine del '700.
Sulla volta della navata sono raffigurati: santa Cecilia, santa Rosalia, santa Lucia, sant'Agata, san Ludovico e san Francesco di Paola.

### Navata sinistra
L'altare principale è dedicato al Santissimo Sacramento e al suo interno, sino al 1811, si trovavano gli affreschi del Lo Coco ricoperti in quell'anno da rivestimenti di marmo. Sulle pareti laterali vennero posti due quadri attribuiti allo Zacco: il sacrificio di Melchisedek e il miracolo della manna; la preziosa tela ornamentale che vela l'ingresso della cappella risale ai primi decenni del '900, realizzata da esperte ricamatrici locali.
Lungo la parete sinistra della navata si aprono tre cappelle:
• Crocifisso, simulacro ligneo della metà del '700 con, in basso, un quadro ovale dell'Addolorata. Il simulacro, sostituito a quello cinquecentesco, è attorniato da teche di vetro ad incastro nella parete, contenenti le reliquie di numerosi martiri;
• San Michele Arcangelo, olio su tela attribuito allo Zacco con, in basso, un quadro ovale di sant'Antonio di Padova anch'esso attribuito al pittore catanese;
• Sacra Famiglia, olio su tela di Giuseppe Zacco del 1825.
Sulla volta della navata sono raffigurati: santa Veronica, sant'Elena, santa Chiara, santa Teresa d'Avila, santa Oliva e sant'Apollonia.

### Altare maggiore
Ripartito su tre livelli, è interamente ricoperto di marmi policromi con ornamenti, motivi floreali e figurativi tratti dai repertori aviformi che danno colore e luce soprattutto alla mensa, il cui paliotto, al centro, reca lo stemma di don Diego. Sono poche nella zona etnea le chiese che presentano altari di questo tipo, ma è noto che raffinate botteghe artigiane operavano a Messina, Palermo e Malta. Potremmo ritenerlo vicino alla produzione messinese per diversi motivi: la conoscenza delle maestranze da parte del committente (don Diego), la vicinanza geografica rispetto alle botteghe di Palermo o di Malta, la forte affinità compositiva con le piatte tarsie di quella città, la gamma cromatica e la presenza di minuziosi e dettagliati uccellini su base azzurra, gli stessi motivi ornamentali in voga a Messina nel XVII secolo ma, soprattutto, la dominante di colore blu che differenziava la stessa Messina da Palermo, dove, invece, prevalevano i toni del grigio.
È sormontato da un pregevole organo del 1874, opera 719 della famosa casa organaria Serassi di Bergamo.

## Feste
- 6 gennaio: Epifania di Nostro Signore, processione del simulacro di Gesù Bambino all'interno della chiesa.
- 5 febbraio: Sant'Agata vergine e martire, Patrona della Diocesi, liturgica.
- 19 marzo: San Giuseppe, preceduta da un triduo e processione del simulacro della Sacra Famiglia per alcune vie del paese; è curata dall'omonima confraternita costituita nella seconda metà dell'800.
- Settimana santa: nel lunedì, martedì e mercoledì, sacre Quarantore; giovedì e venerdì, funzioni liturgiche.
- Sabato santo: durante la Veglia pasquale, tradizionale cascata 'a tila, grande ed antico lenzuolo dipinto a mano che, copre l'intero altare maggiore già dai primi giorni della Quaresima e che viene lasciato cadere al canto del Gloria svelando il simulacro del Cristo Risorto.
- 22 maggio: santa Rita da Cascia, liturgica.
- Domenica del Corpus Domini e mercoledì e venerdì seguenti: processione eucaristica per le vie cittadine.
- 13 giugno: sant'Antonio di Padova, liturgica.
- 16 luglio: Maria Santissima del Carmelo, preceduta da una quindicina, liturgica; curata dall'omonima confraternita costituita nel 1753 e ricostituita nel 2015.
- 15 agosto: Maria Santissima Assunta, liturgica.
- 25 novembre: santa Caterina d'Alessandria e dedicazione della chiesa, preceduta da una novena e breve processione per alcune vie del paese del simulacro ottocentesco della santa, opera di Antonino Saccà, realizzato in sostituzione di uno più antico, probabilmente risalente alla fine del '500.
- 8 dicembre: Maria Santissima Immacolata, liturgica.
- 25 dicembre: Santo Natale, preceduta dalla tradizionale novena.

## Rettorie

### Santuario di Maria Santissima Annunziata
Verso la fine del 1500, Ludovico Pappalardo, nonno di don Diego, in un terreno di sua proprietà costruì l'attuale chiesa perché quella precedente del 1388 era ormai diventata piccola e cadente. L'edificio fu danneggiato dal terremoto del 1693 e i lavori di riparazione e consolidamento furono ultimati da don Diego nel 1695. Tra la fine dell'800 ed i primi del '900 la chiesa fu ampliata con l'aggiunta delle due navate laterali e, nel 1971, fu elevata alla dignità di Santuario Mariano Diocesano. All'interno custodisce il simulacro dell'Annunziata  patrona della cittadina , e i resti mortali della concittadina Serva di Dio Giuseppina Faro per la quale è in corso il processo di beatificazione.

### Chiesa di Santa Maria delle Grazie
Costruita nei primi anni del '600, rimase anch'essa distrutta dal terremoto del 1693 e la ricostruzione fu lenta, permettendo il suo totale recupero solo durante il 1700. I terremoti succedutisi durante il primo ventennio del 1800 la rasero al suolo e nel 1819 gli abitanti del quartiere, con una lettera firmata dal vicario foraneo don Luciano Petralia e dal sindaco Gaetano Toscano, chiesero al vescovo di Catania mons. Salvatore Ferro l'autorizzazione a ricostruirla nel sito attuale, all'entrata meridionale del paese. La struttura, molto semplice e dalla pianta quadrangolare, è integrata con le abitazioni che le sono vicine. Al suo interno, sull'altare maggiore, è situato il simulacro della Madonna delle Grazie; i due altari laterali custodiscono le tele di san Mauro Abate e della Sacra Famiglia, quest'ultima attribuita al pittore palermitano Vito D'Anna.

### Chiesa di San Biagio
Eretta nel 1630 dagli abitanti del quartiere "custera", uno dei più antichi del paese, custodiva al suo interno un pregevole quadro del santo attribuito a Pietro La Badessa che andò distrutto insieme alla chiesa stessa con il terremoto del 1693. Il recupero della struttura dovette concludersi durante la seconda metà del 1700 e fu oggetto di diversi restauri che la dotarono anche di stucchi realizzati negli anni venti del '900 dall'artista nicolosita Vincenzo Torre. Nell'unica navata che compone la chiesa sono collocate tre tele raffiguranti: san Gaetano Thiene, la Madonna della Salute e san Biagio; del santo protettore della gola si conserva anche una pregevole statua lignea realizzata dallo scultore messinese Antonino Saccà nel 1899.

### Chiesa di Santa Maria della Stella
La storia di questa piccola chiesa a pianta ottagonale si intreccia con quella rurale della Madonna di Tremonti edificata pochi anni prima del terremoto del 1693 nella contrada detta "Tremonti" oggi appartenente al Comune di Trecastagni. Dopo il disastroso terremoto che la distrusse, tra il 1717 e il 1718 si diede inizio ai lavori di riedificazione che però andarono tanto a rilento da indurre i Pedaresi, nel 1735, a costruirne un'altra nei pressi dell'attuale parco comunale, sulla "santa fossa" perché un tempo una buona donna più volte sognavasi nella medesima fossa comparire la gran Signora.
Durante l'800, l'antico affresco della Madonna venne coperto da una tela di autore ignoto trafugata poi negli anni ottanta del '900 rendendo nuovamente visibile l'affresco; all'interno si custodiscono anche le tele della Crocifissione (un tempo appartenuta alla chiesa dell'Annunziata), della Madonna del Rosario e dei santi Alfio, Filadelfo e Cirino (opera del pittore contemporaneo G. Laudani realizzata in sostituzione di una più antica trafugata).

### Chiesa di San Vito
Edificata prima del 1642 in un terreno di proprietà della famiglia Tornabene, rimase danneggiata dal terremoto del 1693 e riaperta al culto grazie all'opera di don Diego nel 1709. Conservava un altare dedicato a sant'Antonio di Padova, un quadro dell'Immacolata e la statua lignea di san Vito. Oggi, al suo interno, si può ammirare il pregevole Crocifisso che la tradizione vuole essere appartenuto alla prima costruzione della Basilica (1547), l'effigie di san Vito e una tela dell'Assunta.